# Lars Svendsen
Lars Fredrik Händler Svendsen, även känd som Lars Fr. H. Svendsen, född 16 september 1970, är en norsk filosof och författare. Han är sedan 2007 professor i filosofi vid universitetet i Bergen.
Svendsen avlade doktorsexamen vid Oslos universitet 1999 med avhandlingen Kant's critical hermeneutics. År 2011 granskade Svendsen Anders Behring Breiviks manifest 2083 – A European Declaration of Independence för att utröna dess underliggande filosofi och ideologiska inspirationskällor.